# François Tusques
François Tusques (* 1938 in Paris) ist ein französischer Jazz-Pianist.

## Leben und Wirken
Tusques kam mit seiner Familie kurz nach seiner Geburt in die Bretagne, da sein Vater in der Résistance aktiv war. Später lebte er zwei Jahre in Afghanistan und zwei Jahre in Dakar. Auf Grund der Gefährdung besuchte er keine französische Schule und hatte bis zum achtzehnten Lebensjahr, als er Klavier zu studieren begann, keine geordnete musikalische Ausbildung.
Zunächst spielte er ab in der Gruppe von Bernard Vitet, der ersten französischen Free-Jazz-Gruppe (mit Jean-François Jenny-Clark und Aldo Romano). 1965 nahm er mit Vitet, Beb Guérin, Michel Portal, François Jeanneau und Charles Saudrais die erste französische Platte mit freien Kollektivimprovisationen, das Album Free Jazz, auf. 1967  nahm er die Filmmusik zu La Reine Des Vampires von Jean Rollin auf; 1968 gründete Sunny Murray die Acoustical Swing Unit, der neben Tusques, Guérin, Vitet und Portal im Lauf der Zeit Ambrose Jackson, Alan Silva, Frank Wright, Byard Lancaster, Arthur Jones und Earl Freeman angehörten. 
Als Ende der 1960er Jahre viele amerikanische Jazzmusiker nach Paris kamen, arbeitete Tusques u. a. mit Anthony Braxton, Don Cherry und Clifford Thornton zusammen. Mit Thornton veröffentlichte er 1970 das Album The Panther and the Lash; 
Anfang der 1970er Jahre gründete er mit französischen und afrikanischen Musikern das Intercommunal Free Dance Music Orchestra, dem u. a. Jean Méreu, Alan Silva, Denis Levaillant, Carlos Andreu, Jo Maka, Michel Marre, Adolf „Ramadolf“ Winkler, Guem, Sylvain Kassap, Jean-Jacques Avenel, Bernard Vitet, Jacques Thollot, Sam Ateba, Cheikh Tidiane Fall und Carlos Andreu angehörten. Mit dieser Formation nahm er im Laufe von zehn Jahren etwa zehn Alben auf, in denen verschiedene Musikkulturen gleichberechtigt im Sinne eines World Jazz behandelt werden. Nach der durch die Havarie der Amoco Cadiz verursachten Ölpest spielte er mit dieser Gruppe und einem Ensemble um den bretonischen Bombarde-Spieler Jean-Louis Le Vallégant das Album Après la marée noire ein. 
1980 trat er beim Festival von Chantenay-Villedieu mit Violeta Ferrer auf, mit der er die Poemas de Federico García Lorca aufnahm. Im Folgejahr spielte er mit Jacques Coursil, Jean-Jacques Avenel und Muhammad Ali die Musik zu Génération ein, einem Dokumentarfilm über die Ereignisse vom Mai 1968 in Paris. Seit Mitte der 1980er Jahre bildete er mit Noel McGhee und Denis Colin ein Trio, mit dem er seitdem regelmäßig zusammenarbeitet.
Daneben arbeitet Tusques auch an Projekten mit der Schauspielerin und Sängerin Isabel Juanpera und dem Architekten und visual artist Jean-Max Albert.

## Diskographie (Auswahl)
- Free Jazz mit Bernard Vitet, Beb Guérin, Michel Portal, François Jeanneau, 1965
- Le Nouveau Jazz mit Barney Wilen, Jean-François Jenny-Clark, Aldo Romano, 1967
- Sunny Murray Livekonzert mit der Acoustical Swing Unit, 1968
- Big Chief, Acoustical Swing Unit, 1969
- Piano Dazibao, 1970 (solo)
- The Panther and the Lash mit Clifford Thornton, Beb Guérin, Noel McGhie, 1970
- Intercommunal Music mit Sunny Murray, Alan Silva, Beb Guérin, Alan Shorter, Steve Potts, Bob Reid, Louis Armfield, 1971
- Après la marée noire mit Jean-Louis Le Vallégant, Gaby Kerdoncuff, Philippe Lestrat, Tanguy Ledore, Ramadolf, Michel Marre, Samuel Ateba, Carlos Andreu, Jo Maka, Kilikus
- Poemas de Federico Garcia Lorca mit Violeta Ferrer, 1980
- Le Jardin des Délices, 1992
- Blue Phédre, 1996, mit Mimi Lorenzini
- Blues Suite mit Noel McGhie und Denis Colin, 1998
- François Tusques/Sonny Simmons Near the Oasis, 2011
- L'étang change (mais les poissons sont toujours la), 2012
- François Tusques / Alexandra Grimal / Sylvain Guérineau La jungle du douanier Rousseau, 2014[2]
- vants-Derniers Blues (2017)